# Suorsapakka
Suorsapakka är ett naturreservat i Pajala kommun i Norrbottens län.
Området är naturskyddat sedan 1997 och är 3,6 kvadratkilometer stort. Reservatet omfattar berget Suorsapakka med omgivande myrmarker och sumpskogar. Reservatet består av tall och gran. 